# فيديريكو إلدواين
فيديريكو إلدواين (بالإسبانية: Federico Elduayen) (مواليد 25 يونيو 1977) هو لاعب كرة قدم. يلعب مع منتخب الأوروغواي لكرة القدم. سبق له أن لعب في كأس العالم لكرة القدم مع منتخب بلاده.

## روابط خارجية
- فيديريكو إلدواين على موقع الاتحاد الدولي (مؤرشف)  (الإنجليزية)
- فيديريكو إلدواين على موقع قاعدة بيانات كرة القدم.إي يو (الإنجليزية)
- فيديريكو إلدواين على موقع ناشيونال فوتبول تيمز (الإنجليزية)
- فيديريكو إلدواين على موقع Soccerway.com (الإنجليزية)
- فيديريكو إلدواين على موقع عالم كرة القدم.نت (الإنجليزية)